# برناديت
برناديت (بالهولندية: Bernadette)‏ هي مغنية هولندية، ولدت في 1 مارس 1959 في Volendam ‏ في هولندا.

## وصلات خارجية
- برناديت على موقع IMDb (الإنجليزية)
- برناديت على موقع ميوزك برينز (الإنجليزية)
- برناديت على موقع ديسكوغز (الإنجليزية)